# Мост на свободата (Будапеща)
 Тази статия е за моста в Будапеща.  За моста в Копривщица вижте Мост на свободата (Копривщица).  
Мостът на свободата е стоманен мост над река Дунав, който свързва двата бряга на Будапеща, с дължина 333 метра и ширина 20 метра. Той свързва площад „Сен Гелет“ с площад „Вамхаз“ на отсрещния бряг на реката. Построен е през 1896 г. за срок от две години. Мостът е проектиран от Янош Фехетехази. Детайлите за дизайна на моста са разработени от неговите помощници, архитектите Ищван Галик и Йосиф Бекем.

## История
Строежът на моста започва през 1894 г. и е завършен две години по-късно. Металните му конструкции са направени в завода на Унгарските кралски железници. Общото им тегло е 6,1 хиляди тона. В горната част на четирите стълба на моста са монтирани фигури от птици турули, високо почитани от унгарците и считани за символ на военната доблест.